# Plank am Kamp
Plank am Kamp ist ein Ort und eine Katastralgemeinde der Marktgemeinde Schönberg am Kamp im Bezirk Krems-Land in Niederösterreich.

## Geografie
Der Ort liegt im Kamptal zwischen Gars am Kamp und Schönberg am Kamp. Die Seehöhe in der Ortsmitte beträgt 233 m ü. A.. Die Fläche der Katastralgemeinde umfasst 3,67 km². Die Einwohnerzahl beläuft sich auf 243 Einwohner (Stand 1. Jänner 2024).

## Postleitzahl
In der Marktgemeinde Schönberg am Kamp finden mehrere Postleitzahlen Verwendung. Plank am Kamp hat die Postleitzahl 3564.

## Bevölkerungsentwicklung
| Jahr      | 1846 | 1890 | 1923 | 1951 | 1961 | 1981 | 2001 |
| --------- | ---- | ---- | ---- | ---- | ---- | ---- | ---- |
| Einwohner | 147  | 138  | 220  | 331  | 236  | 235  | 226  |

## Geschichte
Eine in Plank am Kamp freigelegte Kreisgrabenanlage belegt die Besiedlung des Ortes bereits für die Jungsteinzeit. Im Mittelalter wurde der Ort erstmals 1113 als Gutshof Blaeunikke in einer Schenkungsurkunde Markgraf Leopold III. von Österreich, des Heiligen, an das Stift Melk erwähnt. Um 1130 sitzt ein Rittergeschlecht Plauniche auf dem Ort. Ab dem 14. Jahrhundert waren die Grafen von Puchberg Grundherren

Mit der Inbetriebnahme der Kamptalbahn entwickelte sich Plank am Kamp zu einer Sommerfrische mit zahlreichen Sommerfrische-Villen. Nach 1945 konnte der Ort nicht mehr an die Tradition der Sommerfrische anschließen. Veränderte Reisegewohnheiten, aber auch der Bau der Kamptal-Stauseen, der zu einem starken Temperaturrückgang des von zahlreichen Badeanstalten gesäumten Kamps führte, entzogen dem Tourismus im Kamptal seine wichtigsten Grundlagen. Seit der Gemeindezusammenlegung 1972 ist Plank am Kamp ein Ortsteil der Großgemeinde Schönberg am Kamp.

## Kultur und Sehenswürdigkeiten
- Katholische Pfarrkirche Plank am Kamp hl. Nikolaus: In der – unter Verwendung gotischer Bauteile des 1267 erstmals erwähnten Vorgängerbaues – 1676 erbauten Kirche lassen sich noch Reste des gotischen Chores erkennen.[3]
- Kellergasse: In Plank am Kamp wird heute kein Weinbau mehr betrieben. Die Kellergasse mit einigen interessanten Presshäusern und Weinkellern aus dem 18. und frühen 19. Jahrhundert, darunter Hausnummer 7 mit Dreiecksgiebel und einem Auge Gottes hat sich jedoch erhalten.

## Wirtschaft und Infrastruktur

### Brandschutz
- Freiwillige Feuerwehr Plank am Kamp

### Verkehr

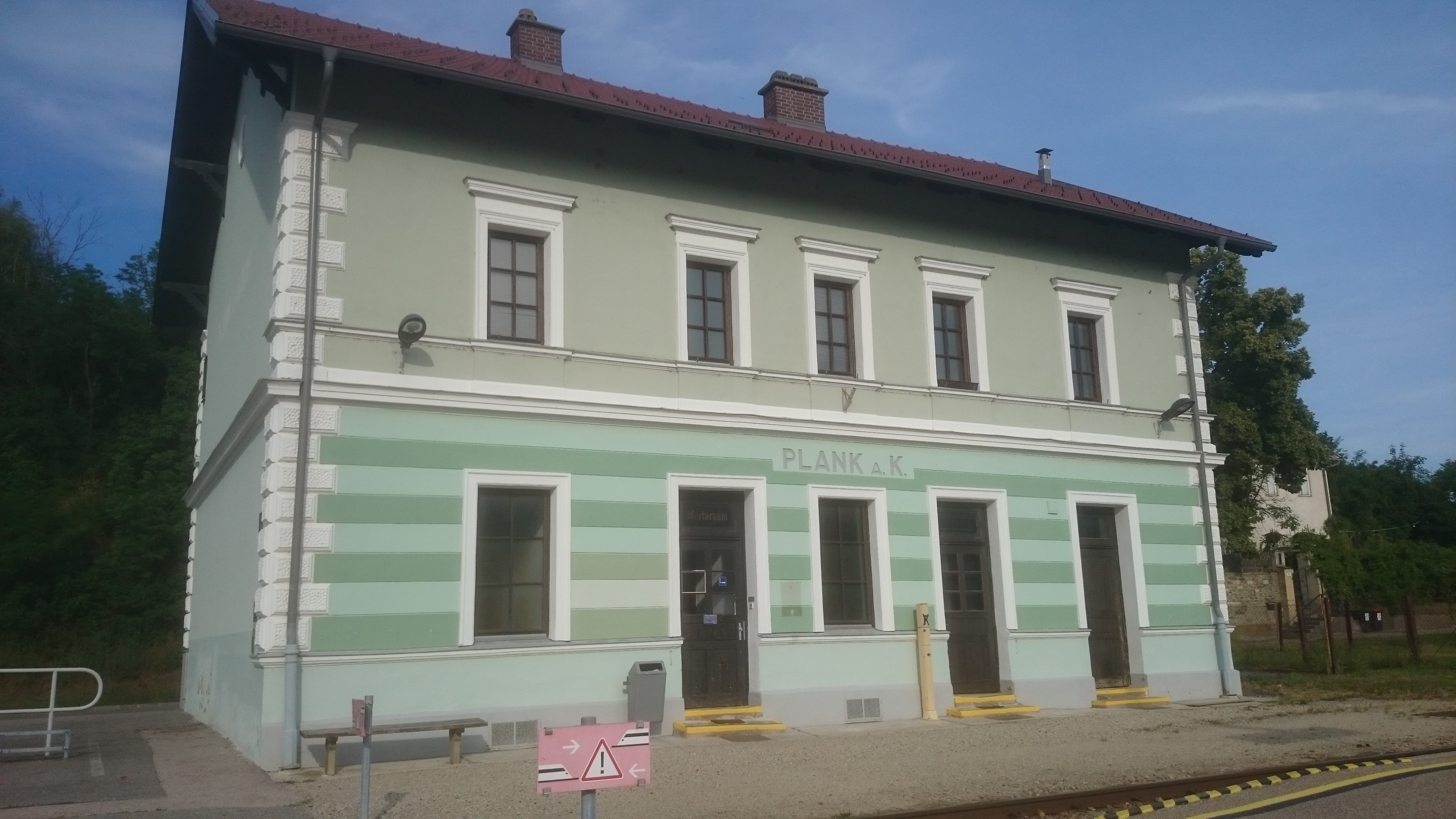
Bahnhof Plank am Kamp (2021)

Plank am Kamp liegt an der Kamptalstraße (B34) und an der Kamptalbahn. Die ÖBB betreiben den Bahnhof Plank/Kamp. Zwei Radwanderwege, die Kamp-Thaya-March-Radroute und der Kamptalweg, führen durch Plank am Kamp.

## Bedeutende in Plank am Kamp geborene oder hier wirkende Menschen
- Karl Bregartner (1933–2018), österreichischer Politiker, wurde in Plank am Kamp geboren.
- Robert Kammerzell (1884–1950), österreichischer Künstler und Heimatforscher, lebte von 1923 bis zu seinem Tod in Plank am Kamp.
- Erich Landgrebe (1908–1979), österreichischer Schriftsteller und Maler, Sommerfrischegast in Plank am Kamp, dem er mit dem Roman Michaels erster Sommer ein literarisches Denkmal setzte.[5]
- Trude Marzik (1923–2016), österreichische Erzählerin und Lyrikerin, langjähriger Sommerfrischegast in Plank am Kamp, dem sie mit dem autobiographischen Werk Geliebte Sommerfrische ein literarisches Denkmal setzte.[6]